# Droga wojewódzka 939
Die Droga wojewódzka 939 (DW939) ist eine 18 Kilometer lange Droga wojewódzka (Woiwodschaftsstraße) in der Woiwodschaft Schlesien in Polen. Die Strecke in den Powiaten Pszczyński und Cieszyński verbindet die Stadt Pszczyna (Pless) mit der Landesstraße DK81.
Die DW939 verläuft in westlicher Richtung von Pszczyna nach Zbytków (Zbitkau). Zwischen Wisła Wielka (Groß Weichsel) und Wisła Mała (Deutsch Weichsel) verläuft sie entlang des Goczałkowice-Stausees.

## Streckenverlauf
Woiwodschaft Schlesien, Powiat Pszczyński
-  Pszczyna (DW933→DK1)
-  Wisła Wielka
-  Wisła Mała

Woiwodschaft Schlesien, Powiat Cieszyński
-  Strumień
-  Zbytków (DK81)